# Angele (Hartleben)
Angele ist eine Komödie von Otto Erich Hartleben von 1890.

## Inhalt
Der Berliner Referendar Viktor Brandes empfängt regelmäßig seine Geliebte Angele Buchwald, der er monatlich 250 Mark gibt und die er nicht zu heiraten beabsichtigt. Der Vater Karl Brandes erscheint immer häufiger unangemeldet bei den beiden am Vormittag. Es gelingt ihm, Angele für sich zu gewinnen, indem er ihr eine größere Zwei-Zimmer-Wohnung bezahlt. Der Predigtsamtskandidat Franz Kerner ist wirklich in sie verliebt, weiß aber nichts von ihrem Lebenswandel.
Angele entscheidet sich für das Angebot des zukünftigen Pastors, seine Frau zu werden, sie lässt sich dann aber von Karl und dessen Versprechungen für diesen  umstimmen. Am Ende treffen die vier Beteiligten in einer Szene aufeinander, was für alle unangenehm wird.

## Geschichte
Der junge Autor Otto Erich Hartleben hatte 1889 sein erstes kleines Theaterstück Der Frosch (...) nach Henrik Ipse veröffentlicht, die Satire galt als vielversprechender Anfang eines jungen begabten Dramatikers. 1890 stellte er Angele als nächstes Theaterstück fertig. Am 30. November 1890 erfolgte die Uraufführung durch die Freie Bühne im Residenztheater Berlin und machte den Autor schlagartig bekannt. Die Handlung galt zwar als anstößig und geschmacklos (unsagbar), dennoch war das künstlerische Talent des Autors erkennbar.
Am 30. September 1904 gab es eine Inszenierung im Theater in der Josephstadt in Wien, am 4. Februar 1905 im Kleinen Theater Berlin unter Richard Vallentin.

## Text
- Angele. Comödie, S. Fischer Berlin, 1891, weitere Auflagen Digitalisat Text Text